# Статсберг (Њујорк)
Статсберг (енгл. Staatsburg) насељено је место без административног статуса у америчкој савезној држави Њујорк.

## Демографија
По попису из 2010. године број становника је 377, што је 534 (-58,6%) становника мање него 2000. године.
| Група             | 2000.       | 2010.       |
| Белци             | 820 (90,0%) | 346 (91,8%) |
| Афроамериканци    | 48 (5,3%)   | 1 (0,3%)    |
| Азијати           | 10 (1,1%)   | 4 (1,1%)    |
| Хиспаноамериканци | 19 (2,1%)   | 20 (5,3%)   |
| Укупно            | 911         | 377         |